# وانگ جینگ وی
وانگ جینگ وی (انگلیسی: Wang Jingwei; ۴ مهٔ ۱۸۸۳ – ۱۰ نوامبر ۱۹۴۴) سیاستمدار چینی بود وی در ابتدا یکی از اعضای جناح چپ کومینتانگ (KMT) بود و در مخالفت با دولت ملی جمهوری چین، در نانجینگ در استان ووهان رهبری را برعهده گرفت. اما بعداً پس از شکست تلاش سیاسی وی برای همکاری با حزب کمونیست چین، به یک ضد کمونیسم تبدیل شد. جهت‌گیری سیاسی وی پس از همکاری با ژاپنی‌ها، در اواخر حرفه سیاسی خود به شدت به سمت جناح راست چرخید.
وانگ همچنان رهبری جنبش مخالفت را به چیانگ ادامه داد تا اینکه در فوریه ۱۹۳۲، زمانی که این دو نفر با توافق‌نامه ای آشتی کردند که در آن وانگ رئیس حزب ملی گرایان شد در حالی که چیانگ به ریاست ارتش ادامه می‌داد. در سال ۱۹۳۷ جنگ با ژاپن آغاز شد. اواخر سال ۱۹۳۸ وانگ به هانوی (ویتنام) پرواز کرد و در آنجا بیانیه عمومی صادر کرد و از دولت چین خواست تا با ژاپنی‌ها به توافق‌نامه ای صلح‌آمیز برسد. در ماه مه ۱۹۳۹ وی برای مذاکره از ژاپن دیدار کرد و بعداً یک قرارداد مخفی با ژاپن در شانگهای امضا کرد. وی در ۳۰ مارس ۱۹۴۰، با همکاری ژاپنی‌ها، رئیس رژیم جدیدی شد که بر مناطق تحت اشغال ژاپن در چین و مرکز آن نانجینگ پایتخت ملی‌گرای سابق حاکم بود. گرچه وانگ امیدوار بود در دولت خود استقلال مجازی به دست آورد، ژاپنی‌ها همچنان بر تسلط نظامی و اقتصادی قوی بر منطقه ادامه دادند. وانگ در مارس ۱۹۴۴ برای معالجه پزشکی به ژاپن رفت و بعداً همان سال در ناگویا درگذشت.